# ケント・ナガノ
ケント・ジョージ・ナガノ（Kent George Nagano, 1951年11月22日 - ）は、アメリカ合衆国の指揮者。日系アメリカ人3世。妻はピアニストの児玉麻里で、娘はピアニストのカリン・ケイ・ナガノ (Karin Kei Nagano) である。

## 来歴
カリフォルニア大学バークレー校在学中に学生結婚した両親のもと、バークレーに生まれ、モロ・ベイに育つ。父方の祖父が農場を経営していたために、建築技師であった父と、微生物学者でピアニストでもあった母は農業に携わっていたが、6歳より母親によるピアノ指導が始まった。
カリフォルニア大学サンタクルーズ校にて社会学と音楽を学ぶが、1976年にサンフランシスコ州立大学に転学して法学を専攻するかたわら作曲を学んだ。
サラ・コールドウェルの助手としてオペラ・カンパニー・オブ・ボストンを指揮したのを皮切りに演奏活動に入り、1978年から28年間バークレー交響楽団の音楽監督（2006年より首席客演指揮者）を務めながら、ハレ管弦楽団やリヨン国立オペラの首席指揮者や音楽監督にも就任する。その後はベルリン・ドイツ交響楽団の首席指揮者ならびに芸術監督も務めた。
1983年にメシアンのオペラ『アッシジの聖フランチェスコ』が初演されるにあたって、作曲者本人から小澤征爾のアシスタントとして後任の指揮者に抜擢されている。
ザルツブルク音楽祭の常連指揮者でもあり、サーリアホのオペラ『彼方からの恋』（L'Amour de loin）を2000年に同音楽祭で初演した。ジョン・アダムズのオペラ『クリングホファーの死』（The Death of Klinghoffer）の世界初演（於・ブリュッセル）、エトヴェシュのオペラ『三人姉妹』（Three Sisters）の世界初演（於・リヨン）においても指揮者を務めた。
2006年よりモントリオール交響楽団およびバイエルン国立歌劇場の音楽監督に就任した。ベルリン・ドイツ交響楽団の任務は同年9月に退任したが、名誉指揮者の称号を得て客演活動を続けている。また、2013年にバイエルン国立歌劇場を退任後、エーテボリ交響楽団へ転任している。2020年にモントリオール交響楽団を退任。2008年、日本政府より旭日小綬章を受章した。
2011年、東日本大震災後に来日し、青山学院大学のオーケストラを指揮した。同年にはバイエルン国立歌劇場とともに来日、第二の故郷での凱旋公演となった。
2025年、旭日中綬章受章。

## レパートリー
日系アメリカ人として、ヨーロッパ音楽・アメリカ音楽・日本の音楽のどれにも偏重することのない極めてバランスが取れ、かつベートーヴェンの『田園』交響曲とアイヴズの交響曲『祝日』を組み合わせたり、モーツァルトの『レクイエム』とシェーンベルクの『ヤコブの梯子』などを組み合わせる異色で大胆・斬新なプログラムを常に発表し、音楽そのものはもとよりレパートリーの新鮮さにおいても世界の聴衆に絶大な支持を得ている。
オペラの指揮に優れる。リヨン国立オペラ時代は、その明晰で上品な音楽性が高く評価された（マスネやリヒャルト・シュトラウスなどを録音）。バイエルン国立歌劇場における『ローエングリン』、『ナクソス島のアリアドネ』、『無口な女』などは、地元紙で絶賛された。2011年にはミュンヘン・オペラ・フェスティバル開幕公演で『トリスタンとイゾルデ』を指揮した。2012年には『ニーベルングの指環』を全曲指揮したほか、イェルク・ヴィトマンの新作オペラ『バビロン』（Babylon）を初演した。

## レコーディング
『ナクソス島のアリアドネ』の初稿（『町人貴族』を含む版）や、ロンドン交響楽団とのストラヴィンスキー、ベルリン・ドイツ交響楽団とのマーラー交響曲第3番などが挙げられる。オペラの映像作品も多い（ミュンヘンにおける『ローエングリン』、パリにおける『パルジファル』など）。バイエルン国立管弦楽団とのブルックナー交響曲第4番は、『レコード芸術』誌上で絶賛された。現在、バイエルン国立管弦楽団とはブルックナーを、モントリオール響とはベートーヴェン、マーラーなどを録音している。
また、ロンドン交響楽団とは1983年にロック界の奇才フランク・ザッパの作品『London Symphony Orchestra』を録音・発表している。